# Рабинович Самуїл Павлович
Самуїл Павлович Рабинович (1909—1988) — радянський інженер, один з основоположників практичної радіолокації, головний конструктор ряду перших РЛС розроблених в 1940—1960 роках.

## Біографія
Народився в 1909 рік у в селі Кам'янка (нині Дніпропетровська область, Україна). У 1931—1937 роках навчався в  МІІС. У 1937—1940 роках брав участь у створенні першої практичної радіолокаційної станції (РЛС) РУС-2 «Редут». Ця станція розгорнута в роки війни під Можайськом, своєчасно виявила політ понад 200 німецьких бомбардувальник ів і передала інформацію про них для наведення  винищувачів і цілевказівки  зенітної артилерії.
З 1942 року — заступник головного конструктора станції СОН-2, а з 1945 року — головний конструктор станції СОН-4 («Луч»). Вперше у радянській практиці у станції СОН-4 передбачалося три режими роботи: кругового огляду, ручного управління антеною і автоматичного супроводу мети по кутових координатах. Перший режим використовувався для виявлення цілей і спостереження за повітряною обстановкою по індикатору кругового огляду, другий — для виявлення цілей в секторі перед переходом на автоматичне супровід і для грубого визначення координат, третій — для точного визначення азимута і  кута місця в автоматичному режимі і похилій дальності ручним або напівавтоматичним способом.
З 1956 року — головний конструктор РЛС  візування ракет-перехоплювачів і станції передачі команд (РСВПР) експериментальної системи протиракетної оборони (ПРО). Повністю система ПРО вперше випробувана в березні 1961 року продемонструвала принципову можливість ураження  бойових блоків  балістичних ракет дальньої дії. Це досягнення стало в один ряд з  запуском першого супутника, першого космонавта і іншими звершеннями, які продемонстрували найвищий науковий, технічний і організаційний рівень роботи оборонних підприємств і організацій міністерства оборони СРСР.
У 1970-ті роки був головним конструктором РЛС СТ-68 (5Н59) — рухомий трьох координатної станції для виявлення і супроводу маловисотних цілей в активних і пасивних перешкодах при наявності інтенсивних відображень від землі і в складних метеоумовах.

## Нагороди та звання
- Сталінська премія другого ступеня (1950) — за роботу в області військової техніки
- Орден Червоної Зірки (1939)
- Два ордена Трудового Червоного Прапора (1954; 1964))
- Орден «Знак Пошани» (1961)
- Заслужений радист СРСР
- Заслужений діяч науки і техніки РРФСР

## Біографічні Джерела
- ВАТ «Науково-дослідний електромеханічний інститут», Історія Підприємства https://web.archive.org/web/20080506190907/http://www.niemi.ru/
- Основні віхи 35-річної історії ЦНПО- МАК 'ВИМПЕЛ', https://archive.today/20130417230008/http://old.vko.ru/article.asp?pr_sign=archive.2005.22.20
- Ю. Б. Кобзарев, Перші кроки радянської радіолокації, Журнал Природа, Листопад 1985 рік, http://vivovoco.astronet.ru/VV/JOURNAL/NATURE/OLD/RADAR.HTM [Архівовано 1 травня 2017 у Wayback Machine.]
- До 90-річчя від дня народження Григорія Кісунько- перший генерального конструктора вітчизняних засобів і систем, Федеральне агентство по промисловості, https://web.archive.org/web/20080213163450/http://www.rosprom.gov.ru/
- Короткі Нариси Історії ВНІІРТ, http://pvo.guns.ru/book/vniirt/index.htm [Архівовано 17 липня 2012 у Archive.is]
- Перший раунд зоряних воєн виграв Радянський Союз, Незалежне Військова Огляд, 2001, http://nvo.ng.ru/history/2001-03-23/5_round.html [Архівовано 3 березня 2016 у Wayback Machine.]
- Кисунько Григорій Васильович "Секреная зона: Сповідь генерального конструктора, Глава 13, Современник, 1996..